# Standardsorte
Der Begriff der Standardsorte wird in der  deutschen Käseverordnung (KäseV) verwendet. Sie finden sich in Anlage 1 zu § 7 KäseV. Dabei werden innerhalb von drei Abschnitten zu verschiedenen Käsegruppen korrespondierende Sorten definiert. Diese sind im Folgenden dargestellt.

## Abschnitt A
Gruppe der Hartkäse:
- Emmentaler
- Bergkäse
- Chester

Gruppe der Schnittkäse:
- Gouda
- Edamer
- Tilsiter
- Wilstermarschkäse

Gruppe der halbfesten Schnittkäse:
- Steinbuscher
- Edelpilzkäse
- Butterkäse
- Weißlacker

Gruppe der Weichkäse:
- Camembert
- Brie
- Romadur
- Limburger
- Münsterkäse

Gruppe der Frischkäse:
- Speisequark
- Schichtkäse
- Rahmfrischkäse
- Doppelrahmfrischkäse

## Abschnitt B
- Harzer Käse, Mainzerkäse
- Handkäse, Bauernhandkäse, Korbkäse, Stangenkäse, Spitzkäse
- Olmützer Quargel

## Abschnitt C
- Provolone
- Mozzarella
- Schnittfester Mozzarella (Mozzarella schnittfest)

## Einzelnachweis
1. ↑  Anlage 1 – Käseverordnung